# Franco Coppola
Franco Coppola (ur. 31 marca 1957 w Maglie) – włoski duchowny katolicki, arcybiskup, nuncjusz apostolski w Belgii i Luksemburgu.

## Życiorys
12 września 1981 otrzymał święcenia kapłańskie i został inkardynowany do archidiecezji Otranto. W 1989 rozpoczął przygotowanie do służby dyplomatycznej na Papieskiej Akademii Kościelnej. Obronił doktorat z prawa kanonicznego na Papieskim Uniwersytecie Gregoriańskim.
16 lipca 2009 został mianowany przez Benedykta XVI nuncjuszem apostolskim w Burundi oraz arcybiskupem tytularnym Vinda. Sakry biskupiej 12 września 2009 udzielił mu w Rzymie sam papież Benedykt XVI.
31 stycznia 2014 papież Franciszek mianował go nuncjuszem apostolskim w Republice Środkowoafrykańskiej. 2 kwietnia 2014 został równocześnie akredytowany nuncjuszem w Czadzie.
9 lipca 2016 został nuncjuszem apostolskim w Meksyku. 15 listopada 2021 został mianowany nuncjuszem apostolskim w Belgii. 14 grudnia 2021 został jednocześnie akredytowany w Luksemburgu.